# Ludgero Raulino
Ludgero Raulino da Silva Neto (Altos, 9 de julho de 1930) é um médico, professor, agropecuarista e político brasileiro que foi deputado federal pelo Piauí.

## Dados biográficos
Filho de Francisco Raulino e Rita de Cássia Couto Raulino. Graduado em Medicina na Universidade Federal de Pernambuco em 1955, possui especialização em Farmacologia pela Universidade Federal do Rio de Janeiro em 1969. Plantonista e médico do Serviço de Assistência Médica Domiciliar de Urgência (SAMDU), trabalhou no Hospital Getúlio Vargas em Teresina, presidiu a Associação Piauiense de Medicina e lecionou Farmacologia na Universidade Federal do Piauí.
Na política filiou-se à UDN e a seguir a ARENA, sendo eleito deputado federal em 1978 e reeleito pelo PDS em 1982. Ausente na votação da emenda Dante de Oliveira em 1984, votou em Paulo Maluf no Colégio Eleitoral em 1985, Candidato a reeleição em 1986 ficou na terceira suplência, mas foi secretário do Trabalho e Ação Social no segundo governo Alberto Silva. Posteriormente retomou suas atividades de médico e professor.
É irmão de Roberto Raulino e primo dos também políticos Francisco Costa, Ezequias Costa e João Henrique.